# Bojan Mamić
Bojan Mamić (cirill betűkkel: Бojaн Maмић; Belgrád, 1981. szeptember 13. –) szerb labdarúgó.